# نجدت إرغون
نجدت إرغون (بالتركية: Necdet Ergün)‏ هو لاعب كرة قدم ومدرب كرة قدم تركي في مركز نصف الجناح، ولد في 5 مايو 1954 في سيواس في تركيا. شارك مع منتخب تركيا لكرة القدم. أما مع النوادي، فقد لعب مع بولو سبور وطرابزون سبور ونادي بشكتاش.

## وصلات خارجية
- نجدت إرغون على موقع اتحاد تركيا (لاعب) (الإنجليزية)
- نجدت إرغون على موقع اتحاد تركيا (مدرب) (الإنجليزية)
- نجدت إرغون على موقع قاعدة بيانات كرة القدم.إي يو (الإنجليزية)
- نجدت إرغون على موقع ناشيونال فوتبول تيمز (الإنجليزية)
- نجدت إرغون على موقع عالم كرة القدم.نت (الإنجليزية)